# Oenocarpus circumtextus
Espèce
Statut de conservation UICN

 VU B1+2c : Vulnérable
Oenocarpus circumtextus est une espèce de plantes de la famille des Arecaceae.

## Publication originale
- Historia Naturalis Palmarum 2: 26, pl. 26, f. 3–4. 1823.